# Saxifraga nigroglandulifera
Saxifraga nigroglandulifera là một loài thực vật có hoa trong họ Saxifragaceae. Loài này được N.P. Balakr. miêu tả khoa học đầu tiên năm 1970.